# Savez reformskih snaga Jugoslavije
Der Savez reformskih snaga Jugoslavije (SRSJ, Bund der Reformkräfte Jugoslawiens) war eine Partei in Jugoslawien.
Der SRSJ wurde von Ante Marković gegründet, nachdem sich der Bund der Kommunisten Jugoslawiens im Januar 1990 aufgelöst hatte. Die Partei unterstützte den demokratischen und wirtschaftlichen Reformprozess und lehnte die Abspaltung von Republiken aus der SFR Jugoslawien ab.
Bei den Präsidentschaftswahlen in Serbien am 9. Dezember 1990 erzielte Ivan Đurić als gemeinsamer Kandidat des SRSJ und der Udruženje za jugoslovensku demokratsku inicijativu (UJDI, Vereinigung für eine jugoslawische demokratische Initiative) mit 5,5 % den dritten Platz. Im Jahre 1992 wurde aus den serbischen Landesverbänden des SRSJ und der UJDI sowie anderen politischen Gruppen die Građanski savez Srbije (Bürgerrechtsallianz Serbiens) gegründet.
In Bosnien-Herzegowina erreichte der SRSJ im November 1990 bei den ersten Parlamentswahlen 12 von 130 Sitzen. Ihre Hochburg war die Stadt Tuzla. Zu den Mitgliedern des SRSJ in Bosnien-Herzegowina gehörten unter anderem Selim Bešlagić und Milorad Dodik. Die SRSJ ging hier in der Savez nezavisnih socijaldemokrata (SNSD, Allianz der unabhängigen Sozialdemokraten) und in der Socijaldemokratska Partija BiH (SDP BiH, Sozialdemokratische Partei von Bosnien und Herzegowina) auf.